# Michael Ebling

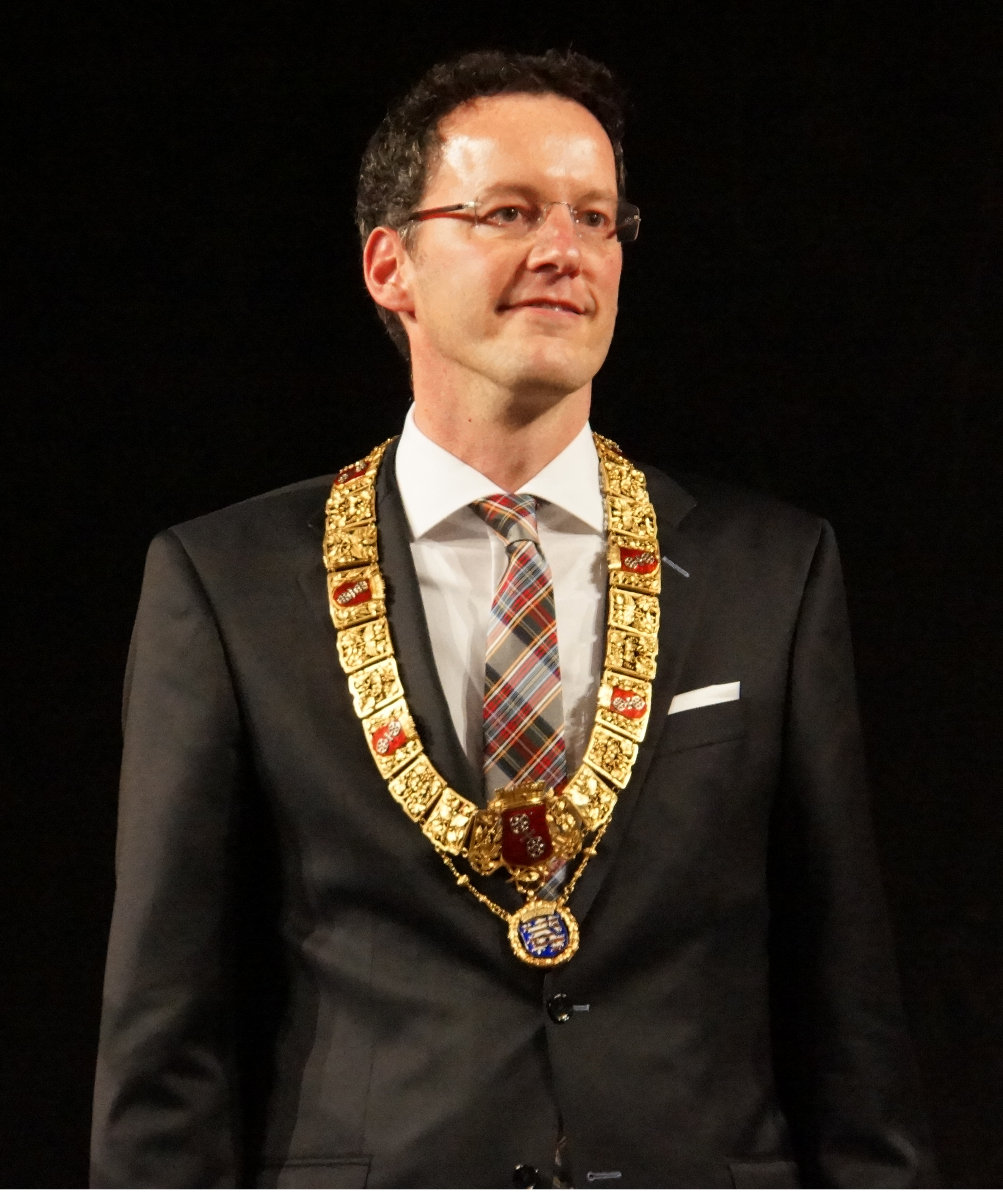
Michael Ebling vào năm 2012

Michael Ebling (sinh ngày 27 tháng 1 năm 1967) là một chính khách người Đức của Đảng Dân chủ Xã hội (SPD). Vào ngày 25 tháng 3 năm 2012, ông được bầu làm thị trưởng Mainz với tư cách là người kế vị của Jens Beutel (SPD). Eble đã tiếp quản văn phòng thị trưởng vào ngày 18 tháng 4 năm 2012.

## Tuổi thơ và giáo dục
Sau khi vượt qua Abitur tại Gonsbach-Gymnasium năm 1986, Eble đã phục vụ 20 tháng trong dịch vụ dân sự, hoặc Zivildienst, chăm sóc người khuyết tật. Sau đó, ông học luật tại Đại học Mainz, và đảm nhận một sự nghiệp chính trị với tư cách là trợ lý của Klaus Hammer, thành viên của Landtag of Rhineland-Palatinate và chủ tịch của SPD khu vực. Sau đó, ông làm cố vấn cho Bộ giáo dục, khoa học và văn hóa của Nhà nước Rhineland-Palatinate, gia nhập văn phòng của Bộ trưởng Bộ Ngoại giao Jürgen Zöllner.

## Đời tư
Ebling là người đồng tính công khai.